# 12431 Вебстер
12431 Вебстер (12431 Webster) — астероїд головного поясу, відкритий 18 грудня 1995 року.
Тіссеранів параметр щодо Юпітера — 3,381.